# Condado de Greenwood (Carolina del Sur)
El condado de Greenwood (en inglés: Greenwood County, South Carolina), fundado en 1897, es uno de los 46 condados del estado estadounidense de Carolina del Sur. En el año 2000 tenía una población de 66 271 habitantes con una densidad poblacional de 56 personas por km². La sede del condado es Greenwood.

## Geografía
Según la Oficina del Censo, el condado tiene un área total de 1199 km² (462,9 mi²), de la cual 1181 km² (456 mi²) es tierra y 18 km² (6,9 mi²) es agua.

### Condados adyacentes
- Condado de Laurens norte
- Condado de Newberry noreste
- Condado de Edgefield sureste
- Condado de Saluda sureste
- Condado de McCormick suroeste
- Condado de Abbeville oeste

## Demografía

Condado de Greenwood distribución de la población por edad y sexo, censo de 2000

En el 2000 la renta per cápita promedia del condado era de $34 702, y el ingreso promedio para una familia era de $42 022. El ingreso per cápita para el condado era de $17 446. En 2000 los hombres tenían un ingreso per cápita de $30 759 contra $23 820 para las mujeres. Alrededor del 14,20% de la población estaba bajo el umbral de pobreza nacional.

## Lugares

### Ciudades y pueblos
- Greenwood
- Hodges
- Ninety Six
- Troy
- Ware Shoals

### Comunidades no incorporadas
- Bradley
- Cokesbury
- Coronaca
- Kirksey
- Pittsburg
- Promised Land

### Principales carreteras
| - US 25 - US 178 - · US 178 Bus. - US 221 - SC 10 - SC 34 | - SC 72 - SC 702 - SC 246 - SC 248 - SC 252 |  |